# Кели Гидиш
Кели Гидиш (енгл. Kelli Giddish; Каминг, 13. април 1980) је америчка филмска и телевизијска глумица. Најпознатија је по улози Аманде Ролинс у серији Ред и закон: Одељење за специјалне жртве.